# جيف بارسونز
جيف بارسونز (بالإنجليزية: Geoff Parsons) هو منافس ألعاب قوى بريطاني، ولد في 14 أغسطس 1964 في مارجيت في المملكة المتحدة.

## وصلات خارجية
- جيف بارسونز على موقع الاتحاد الدولي لألعاب القوى (الإنجليزية)
- جيف بارسونز على موقع أوليمبيديا (الإنجليزية)
- جيف بارسونز على موقع اللجنة الأولمبية البريطانية (الإنجليزية)